# Amy Heckerling
Amy Heckerling est une réalisatrice, scénariste, productrice et actrice américaine, née le 7 mai 1954 dans le Bronx (New York).
Elle est notamment connue pour avoir réalisé les comédies Allô maman, ici bébé et Clueless.

## Filmographie

### Réalisatrice
- 1982 : Ça chauffe au lycée Ridgemont (Fast Times at Ridgemont High)
- 1984 : Johnny le dangereux (Johnny Dangerously)
- 1985 : Bonjour les vacances 2 (National Lampoon's European Vacation)
- 1986 : Fast Times (série télévisée)
- 1989 : Allô maman, ici bébé (Look Who's Talking)
- 1990 : Allô maman, c'est encore moi (Look Who's Talking Too)
- 1995 : Clueless
- 1996 : Clueless (série télévisée)
- 2000 : Loser
- 2007 : Trop jeune pour elle (I Could Never Be Your Woman)
- 2012 : Vamps

### Scénariste
- 1977 : Getting It Over with
- 1989 : Allô maman, ici bébé (Look Who's Talking)
- 1995 : Clueless
- 2000 : Loser

### Productrice
- 1986 : Fast Times (série télévisée)
- 1993 : Allô maman, c'est Noël (Look Who's Talking Now)
- 1996 : Clueless (série télévisée)
- 1998 : Une nuit au Roxbury (A Night at the Roxbury)
- 1999 : Molly
- 2000 : Loser

### Actrice
- 1985 : Série noire pour une nuit blanche (Into the Night) de John Landis : la serveuse du Ships
- 1995 : Clueless d'elle-même : demoiselle d'honneur de Miss Geist